# Lisa Evans
Lisa Catherine Evans (Perth, 21 maggio 1992) è una calciatrice scozzese, attaccante del Glasgow City e della nazionale scozzese.

## Carriera

### Club
Segna una rete in girata con il sinistro in Champions League con l'Arsenal nel 2019, contro la Fiorentina.

### Nazionale
Raggiunge quota 100 presenze con la nazionale scozzese il 27 ottobre 2023, in occasione dell'incontro di UEFA Women's Nations League 2023-2024 perso 4-0 con i Paesi Bassi.

## Statistiche

### Presenze e reti nei club
Statistiche aggiornate al 9 febbraio 2025.
| Stagione               | Squadra                | Campionato             | Campionato | Campionato | Coppe nazionali | Coppe nazionali | Coppe nazionali | Coppe internazionali | Coppe internazionali | Coppe internazionali | Altre coppe | Altre coppe | Altre coppe | Totale | Totale |
| Stagione               | Squadra                | Comp                   | Pres       | Reti       | Comp            | Pres            | Reti            | Comp                 | Pres                 | Reti                 | Comp        | Pres        | Reti        | Pres   | Reti   |
| ---------------------- | ---------------------- | ---------------------- | ---------- | ---------- | --------------- | --------------- | --------------- | -------------------- | -------------------- | -------------------- | ----------- | ----------- | ----------- | ------ | ------ |
| 2011                   | Glasgow City           | SPL                    | 19         | 18         | CS              | ?               | ?               | -                    | -                    | -                    | SPLC        | ?           | ?           | 19+    | 18+    |
| 2012                   | Glasgow City           | SPL                    | 10         | 16         | CS              | ?               | ?               | -                    | -                    | -                    | SPLC        | ?           | ?           | 10+    | 16+    |
| Totale Glasgow City    | Totale Glasgow City    | Totale Glasgow City    | 29         | 34         |                 | ?               | ?               |                      | -                    | -                    |             | -           | -           | 29+    | 34+    |
| 2012-2013              | Turbine Potsdam        | BL                     | 19         | 4          | CG              | 5               | 3               | UWCL                 | 3                    | 0                    | -           | -           | -           | 27     | 7      |
| 2013-2014              | Turbine Potsdam        | BL                     | 19         | 3          | CG              | 1               | 0               | UWCL                 | 7                    | 3                    | -           | -           | -           | 27     | 6      |
| 2014-2015              | Turbine Potsdam        | BL                     | 11         | 2          | CG              | 2               | 0               | -                    | -                    | -                    | -           | -           | -           | 13     | 2      |
| Totale Turbine Potsdam | Totale Turbine Potsdam | Totale Turbine Potsdam | 49         | 9          |                 | 8               | 3               |                      | 10                   | 3                    |             | -           | -           | 67     | 15     |
| 2015-2016              | Bayern Monaco          | BL                     | 17         | 2          | CG              | 1               | 0               | UWCL                 | 2                    | 1                    | -           | -           | -           | 20     | 3      |
| 2016-2017              | Bayern Monaco          | BL                     | 15         | 0          | CG              | 3               | 0               | UWCL                 | 6                    | 2                    | -           | -           | -           | 24     | 2      |
| Totale Bayern Monaco   | Totale Bayern Monaco   | Totale Bayern Monaco   | 32         | 2          |                 | 4               | 0               |                      | 8                    | 3                    |             | -           | -           | 44     | 5      |
| 2017-2018              | Arsenal                | WSL1                   | 18         | 1          | CI              | ?               | ?               | -                    | -                    | -                    | WLC         | 6           | 1           | 24     | 1      |
| 2018-2019              | Arsenal                | WSL                    | 18         | 2          | CI              | ?               | ?               | -                    | -                    | -                    | WLC         | 6           | 1           | 25     | 3      |
| 2019-2020              | Arsenal                | WSL                    | 15         | 0          | CI              | ?               | ?               | UWCL                 | 5                    | 1                    | WLC         | 7           | 2           | 17     | 0      |
| 2020-2021              | Arsenal                | WSL                    | 11         | 0          | CGI             | ?               | ?               | -                    | -                    | -                    | WLC         | 1           | 0           | 23     | 2      |
| Totale Arsenal         | Totale Arsenal         | Totale Arsenal         | 62         | 3          |                 | ?               | ?               |                      | 5                    | 1                    |             | 20          | 4           | 87+    | 4+     |
| 2021-2022              | West Ham               | WSL                    | 16         | 1          | CI              | 4               | 2               | -                    | -                    | -                    | WLC         | 2           | 0           | 22     | 3      |
| 2022-2023              | West Ham               | WSL                    | 22         | 3          | CI              | 2               | 0               | -                    | -                    | -                    | WLC         | 4           | 0           | 28     | 3      |
| 2023-gen. 2024         | West Ham               | WSL                    | 9          | 1          | CI              | 0               | 0               | -                    | -                    | -                    | WLC         | 2           | 0           | 11     | 1      |
| Totale West Ham        | Totale West Ham        | Totale West Ham        | 47         | 5          |                 | 6               | 2               |                      | -                    | -                    |             | 8           | 0           | 61     | 7      |
| gen.-giu. 2024         | Bristol City           | WSL                    | 9          | 0          | CI              | -               | -               | -                    | -                    | -                    | WLC         | -           | -           | 9      | 0      |
| 2024-2025              | Glasgow City           | WPL                    | 17         | 1          | CS              | 2               | 1               | -                    | -                    | -                    | WPLC        | 2           | 0           | 21     | 2      |
| Totale carriera        | Totale carriera        | Totale carriera        | 245        | 54         |                 | 20+             | 6+              |                      | 23                   | 7                    |             | 30+         | 4+          | 318+   | 71+    |

## Palmarès

### Club
- Campionato scozzese: 5

Glasgow City: 2008-2009, 2009, 2010, 2011, 2012
- Scottish Women's Cup: 3

Glasgow City: 2009, 2011, 2012
- Scottish Women's League Cup: 3

Glasgow City: 2008, 2009, 2012
- Campionato tedesco: 1

Bayern Monaco: 2015-2016
- Campionato inglese: 1

Arsenal: 2018-2019

### Nazionale
- Pinatar Cup: 1

2020

### Individuale
- Capocannoniere della Cyprus Cup:1

2014 (4 reti)